# 40%
Singles de Aya Nakamura
Soldat
(2019) Jolie nana
(2020)
Clip vidéo
[vidéo] « 40% », sur YouTube
40% est une chanson de la chanteuse franco-malienne Aya Nakamura, sortie le 22 novembre 2019. 
Elle est parue sur son deuxième album Nakamura en tant que sixième et dernier single de l'album. 40% devient le cinquième single de la chanteuse à atteindre le top 5 du classement français et obtient également la certification de platine par le SNEP.

## Liste de titres
| 1. | 40% | Aya Nakamura, Haristone, Le Side, Ever Mihigo | 2:54 |

## Classements et certifications

### Classements
| Classement (2019-20)                     | Meilleure position |
| ---------------------------------------- | ------------------ |
| Belgique (Flandre Ultratip 100)          | 15                 |
| Belgique (Flandre Ultratop R&B/Hip-Hop)  | 34                 |
| Belgique (Wallonie Ultratop 50 Singles)  | 30                 |
| Belgique (Wallonie Ultratop R&B/Hip-Hop) | 11                 |
| France (SNEP)                            | 4                  |
| France (SNEP Radio)                      | 32                 |
| France (SNEP Téléchargement)             | 24                 |

| Classement (2019) | Position |
| ----------------- | -------- |
| France (SNEP)     | 124      |

### Certifications
| Région                                                                                                 | Certification | Ventes/Streams |
| --- | ------------- | -------------- |
| France (SNEP)                                                                                          | Diamant       | 333 333*       |
| *Ventes selon la certification ^Mise en rayon selon la certification xNon précisé par la certification |               |                |

## Historique de sortie
| Pays/Région           | Date              | Format                    | Label            | Réf.  |
| --------------------- | ----------------- | ------------------------- | ---------------- | ----- |
| France / Monde entier | 13 septembre 2019 | Téléchargement, streaming | Rec. 118, Warner | [ 1 ] |